# جيمي دورهام
جيمي دورهام (بالإنجليزية: Jimmie Durham)‏ هو نحات وكاتب وشاعر أمريكي، ولد في 10 يوليو 1940 في هيوستن في الولايات المتحدة.

## وصلات خارجية
- جيمي دورهام على موقع مونزينجر (الألمانية)